# Лициния (съпруга на Гай Гракх)
Вижте пояснителната страница за други личности с името Лициния.
Лициния или Лициния Краса Млада (на латински: Licinia) е знатна римлянка от втората половина на 2 век пр.н.е. и съпруга на прочутия народен трибун Гай Гракх.

## Биография
Произлиза от плебейската фамилия Лицинии. Тя е втората дъщеря на Публий Лициний Крас Муциан (консул 131 пр.н.е.) и Клавдия (Клодия), сестра на Апий Клавдий Пулхер (консул 143 пр.н.е.). Внучка е по бащина линия на Публий Муций Сцевола (консул 175 пр.н.е.) и Лициния. Баща ѝ е осиновен от брата на майка му Публий Лициний Крас (консул 171 пр.н.е.) и умира като пленник през 130 пр.н.е. в Пергам. Сестра е на Лициния (съпруга на Гай Сулпиций Галба) и на Децим Юний Брут (консул 77 пр.н.е.).
През 142 пр.н.е. вероятно е сгодена за Гай Семпроний Гракх (народен трибун 123 пр.н.е.) и се омъжва за него преди 133 пр.н.е. Тя носи в брака си голяма зестра, баща ѝ е един от най-богатите римляни. Съпругът ѝ е убит през 121 пр.н.е. Нейният чичо pontifex maximus и бивш консул Публий Муций Сцевола успява да спаси чрез съдебно решение конфискация на имуществото ѝ.
Двамата имат около 123 пр.н.е. само една дъщеря Семпрония, която наследява имуществото на Гракхите.